# Wormaldia ikizdere
Wormaldia ikizdere là một loài Trichoptera trong họ Philopotamidae. Chúng phân bố ở miền Cổ bắc.